# Zeppelin et dirigeables dans les œuvres artistiques et culturelles

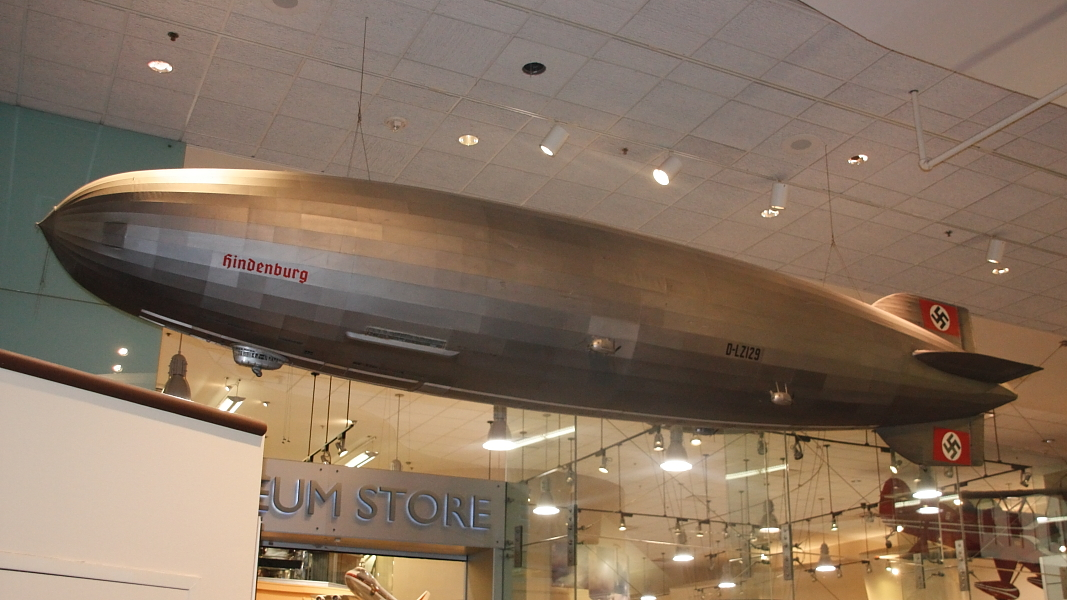
Maquette utilisée en 1975 pour le film L'Odyssée du Hindenburg visible aujourd'hui au National Air and Space Museum.

 (juillet 2023).
 (juillet 2023).
 (février 2021).
La mise en forme du texte ne suit pas les recommandations de Wikipédia : il faut le « wikifier ».
Les points d'amélioration suivants sont les cas les plus fréquents. Le détail des points à revoir est peut-être précisé sur la page de discussion.
- Les titres sont pré-formatés par le logiciel. Ils ne sont ni en capitales, ni en gras.
- Le texte ne doit pas être écrit en capitales (les noms de famille non plus), ni en gras, ni en italique, ni en « petit »…
- Le gras n'est utilisé que pour surligner le titre de l'article dans l'introduction, une seule fois.
- L'italique est rarement utilisé : mots en langue étrangère, titres d'œuvres, noms de bateaux, etc.
- Les citations ne sont pas en italique mais en corps de texte normal. Elles sont entourées par des guillemets français : « et ».
- Les listes à puces sont à éviter, des paragraphes rédigés étant largement préférés. Les tableaux sont à réserver à la présentation de données structurées (résultats, etc.).
- Les appels de note de bas de page (petits chiffres en exposant, introduits par l'outil «  Source ») sont à placer entre la fin de phrase et le point final[comme ça].
- Les liens internes (vers d'autres articles de Wikipédia) sont à choisir avec parcimonie. Créez des liens vers des articles approfondissant le sujet. Les termes génériques sans rapport avec le sujet sont à éviter, ainsi que les répétitions de liens vers un même terme.
- Les liens externes sont à placer uniquement dans une section « Liens externes », à la fin de l'article. Ces liens sont à choisir avec parcimonie suivant les règles définies. Si un lien sert de source à l'article, son insertion dans le texte est à faire par les notes de bas de page.
- La présentation des références doit suivre les conventions bibliographiques. Il est recommandé d'utiliser les modèles {{Ouvrage}}, {{Chapitre}}, {{Article}}, {{Lien web}} et/ou {{Bibliographie}}. Le mode d'édition visuel peut mettre en forme automatiquement les références.
- Insérer une infobox (cadre d'informations à droite) n'est pas obligatoire pour parachever la mise en page.

Pour une aide détaillée, merci de consulter Aide:Wikification.
Si vous pensez que ces points ont été résolus, vous pouvez retirer ce bandeau et améliorer la mise en forme d'un autre article.

## Introduction
Les zeppelins et dirigeables sont une source d'inspiration pour la musique, la cinématographie et la littérature, depuis leur apparition lors de la deuxième moitié du XIXe siècle. On les retrouve dans des documentaires historiques, du fait de leur passé militaire, lors de la première guerre mondiale. Ils sont aussi présents dans la propagande des années 1930, avec le zeppelin Hindenburg, dont le destin tragique marque fortement les esprits du XXe siècle (à l'instar du Titanic) et inspire des œuvres dramatiques, comme L'Odyssée du Hindenburg ou Condamné au silence. Les dirigeables sont aussi présents dans des réalisations fantastiques ou de science-fiction. Les « paquebots des airs » (airship en anglais et luftschiffe en allemand) peuvent ainsi être représentés dans des histoires alternatives ou des univers parallèles avec des scénarios fictifs, uchroniques ou de dieselpunk. Les zeppelins sont ainsi fréquemment associés à des univers rétro-futuristes, où se mêlent des temporalités déviantes, divergentes, ou parallèles.
Ils peuvent également apparaître comme une machine à fantasmes, au service d'une utopie ou au contraire, d'un univers apocalyptique ou cauchemardesque. Souvent reliés au voyage, à l'odyssée et à la démesure, ils sont aussi un trait d'union temporel, entre la nostalgie d'un passé révolu et l'utopie d'un futur en devenir.

## Culture populaire
En 1934, le Calypsonien Attila the Hun, alias Raymond Quevedo, enregistre « Graf Zeppelin », en commémoration de l'escale du Graf Zeppelin à l'île de la Trinité lors de son tour du monde. En 1968, le groupe de rock anglais Led Zeppelin choisit son nom après que Keith Moon, le batteur de The Who, fit part au guitariste Jimmy Page que son idée de créer un groupe « tomberait comme un ballon de plomb ».
Les « paquebots des airs » peuvent apparaître au cinéma et à la télévision, dans des histoires alternatives, des univers parallèles ou oniriques, dont les scénarios sont fictifs ou uchroniques. Cela peut traduire une association emblématique, avec le mouvement de sous-culture dieselpunk, comme dans le film Capitaine Sky et le Monde de demain ou encore Sucker Punch.
Dans un tout autre registre, les dirigeables peuvent être également le point de départ de films historiques et dramatiques, tels que The Lost Zeppelin et La Tente rouge mettant en scène les sauvetages réalisés à la suite de l'accident de l'Italia. L'Odyssée du Hindenburg ou Condamné au silence, concernent les tragédies liées à l'accident du Hindenburg ou celui de l'USS Shenandoah.
À la place, des films comme Les Anges de l'enfer, Flyboys ou Zeppelin font la part belle aux combats aériens, entre des avions biplans et des zeppelins, durant la première guerre mondiale. Les dirigeables sont aussi indissociables des films d'aventures de série B tels que L'Amour en l'an 2000, Buck Rogers ou Murder in the Air.
Les dirigeables figurent aussi en bonne place dans des romans fantastiques populaires, comme dans la trilogie His Dark Materials: À la croisée des mondes, une série créée par Philip Pullman ou encore dans L’Aéroplane fantôme de Paul d’Ivoi ainsi que dans ceux de Jules Verne.
Enfin, les zeppelins exercent une fascination dans les jeux vidéo, certains les associant presque toujours à l'armée allemande comme dans Turning Point: Fall of Liberty, Toy Soldiers ou Wolfenstein, tandis que d'autres en font tout un univers mis en avant comme dans Crimson Skies.

## Filmographie
Sauf indication contraire ou complémentaire, les informations mentionnées dans cette section peuvent être confirmées par la base de données IMDb.
Les zeppelins aussi bien que les dirigeables en général, inspirent occasionnellement des œuvres cinématographiques du XXe siècle et du XXIe siècle, en les mettant en scène à l'écran. Les scénarios peuvent être historiques ou fictifs, ainsi que les aérostats eux-mêmes.

Des films réalisés dans les années 1930 font référence aux Zeppelins, en raison de leur implication lors des bombardements de Londres, durant la Première Guerre mondiale. Dès 1915, des sites militaires et industriels sont ciblés, mais également des civils. Leur mort provoque un grand désarroi. Celle-ci est mise en scène dans le film Les Anges de l'enfer, réalisé par Howard Hughes en 1930, dans lequel une longue séquence montre les détails d'une attaque de zeppelin, sur la capitale britannique. À partir de 1917, les progrès de la défense anti-aérienne marquent la fin de la menace zeppelin. La guerre se déroule aussi en mer.

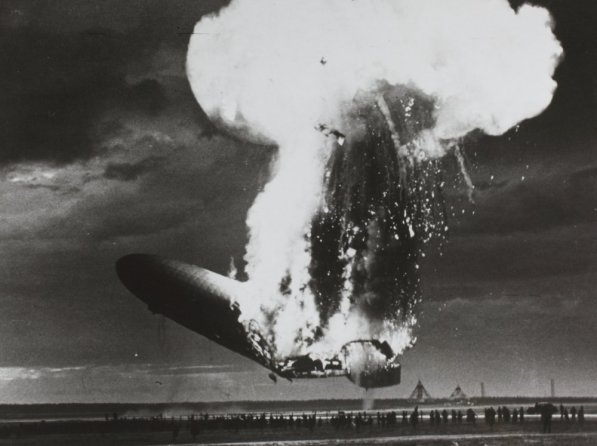
Le LZ 129 Hindenburg prend feu à Lakehurst en 1937

Depuis les débuts historiques du dirigeable et les images qui lui sont associées, certaines d'entre elles alimentent une culture visuelle, associée au paradigme de la catastrophe. Ces images sont mobilisées, dans des photographies de presse, ou des films d'actualité, dont l'impact médiatique est accentué par la dynamique des images.
L'intensité dramatique du film d'actualité atteint son apogée lors de l'incendie de l'hindenburg à Lakehurst en 1937. En effet, cet accident civil majeur d'un aérostat est « couvert sur le vif », en temps réel, pour la première fois, par des médias audiovisuels. Ces images catastrophiques sont vues dans le monde entier et vont marquer la fin des vols transatlantiques de zeppelins. L'accident en lui-même entraîne la mort de 35 personnes,. Des accidents de dirigeables civils ont été plus meurtriers, comme celui du R101 en 1930, causant la mort de 48 personnes, mais il n'y a pas eu d'image « en direct ». Cet événement montre la puissance et la persistance des images qui migrent à travers les époques et leurs rôles majeurs, dans la constitution d'une représentation et d'un récit.

### Cinéma

#### Science-fiction & Fantastique
- 1906 : Le Dirigeable fantastique de Georges Méliès, court métrage au scénario onirique, où un savant est obnubilé par son invention.
- 1909 : The Airship Destroyer de Walter R. Booth, un inventeur utilise une torpille volante contrôlée sans fil, pour détruire des dirigeables ennemis[9],[10].
- 1911 :
  - The Aerial Anarchists (Les anarchistes aériens) de Walter R. Booth, court métrage de science-fiction présentant une image de la guerre aérienne futuriste[11].
  - Pirates of 1920 (Les pirates de 1920) de David Aylott et A.E. Coleby, court métrage de science-fiction qui montre les aventures des pirates de l'air moderne véritable fléaux des cieux du nouveau monde qui ont délaissé leurs bateaux à voiles et à sabord pour adopter le zeppelin[12].
- 1915 : Filibus de Mario Roncoroni, film qui suit les aventures d'un pirate aérien.
- 1930 : L'Amour en l'an 2000 de David Butler, film de science-fiction où les protagonistes organisent une fête sur un zeppelin transatlantique luxueux dans un monde où les transports aériens sont légion[13].
- 1939 : Buck Rogers de Ford Beebe, série de science-fiction en 12 épisodes dans laquelle les principaux personnages sont piégés dans la glace après le crash de leur zeppelin, ce qui les conservent intact jusqu'à ce qu'on les retrouve en l'an 2440[14].
- 1940 : Murder in the Air de Lewis Seiler, film où l'on voit le dirigeable USS Macon en pleine tempête tandis qu'un espion monté à bord tente de dérober un projecteur à rayon mortel[15].
- 1947 : Le Fantôme de Berkeley Square de Vernon Sewell, un zeppelin allemand bombarde Londres de nuit.
- 1961 : Le Maître du monde de William Witney, film combinant en une seule adaptation les romans de Jules Verne, Robur-le-Conquérant et le Maître du monde.
- 1965 :
  - L'Hyperboloïde de l'ingénieur Garine de Aleksandr Gintsburg, film où le personnage principal quitte la Sibérie en dirigeable.
  - La Grande Course autour du monde de Blake Edwards, film où le professeur Fatalitas se déplace à bord d'un dirigeable de son invention.
- 1967 : Le Dirigeable volé de Karel Zeman, film adaptant très librement le roman de Jules Verne, Deux Ans de vacances[16].
- 1974 : L'Île sur le toit du monde de Robert Stevenson, film où le voyage des héros dans le grand nord polaire s'effectue à bord de l'Hypérion, un ballon dirigeable[17].
- 1985 : Dangereusement vôtre de John Glen, film où l'on voit un Skyship 500 aux mains d'un mégalomane fou faire plusieurs apparitions[18].
- 1989 : Indiana Jones et la Dernière Croisade de Steven Spielberg, film où Indiana Jones et son père s'enfuient de Berlin à bord du dirigeable LZ-138 avant de s'échapper de ce dernier en plein vol avec un biplan.
- 1991 : Les Aventures de Rocketeer de Joe Johnston, film où les antagonistes se déplacent à bord d'un dirigeable.
- 2000 : Escaflowne film d'animation de Kazuki Akane et Yoshiyuki Takei, le début du film se passe à bord d'un immense dirigeable.
- 2001 :
  - La Momie de Eddy Houchins et Dick Sebast, série d'animation où les personnages utilisent parfois le dirigeable Zéphyr pour se déplacer[19].
  - Metropolis de Rintarō, des zeppelins survolent la ville.
  - Constant Payne, des dirigeable sont vu tout au long du film.
- 2003 : La Ligue des gentlemen extraordinaires de Stephen Norrington, au début du film le fantôme fait sauter plusieurs dirigeables stationnés dans des hangars allemands.
- 2004 : 
  - Le Pôle express de Robert Zemeckis, la hotte du Père Noël est transportée par dirigeable jusqu'à son traineau.
  - Capitaine Sky et le Monde de demain de Kerry Conran, film se déroulant dans un monde uchroniques où les zeppelins sont les principaux moyens de transports du Monde.
- 2007 :
  - À la croisée des mondes : La Boussole d'or de Chris Weitz, film où l'on voit un zeppelin de luxe appartenant à Marisa Coulter.
- 2009 :
  - Là-haut de Pete Docter et Bob Peterson, film d'animation qui présente le dirigeable Spirit of Adventure appartenant à l'antagoniste du film.
  - Watchmen : Les Gardiens de Zack Snyder, le film montre que les dirigeables sont utilisés comme ressource d'énergie non polluante par Adrian Veidt.
- 2011 :
  - Sucker Punch de Zack Snyder, film où des zeppelins sont mis en scène lors d'une présentation uchronique de la Première Guerre mondiale.
  - Les Trois Mousquetaires (2011), qui est un film d'aventure uchronique où l'on voit un dirigeable fictif dont les plans auraient été conçus par Léonard de Vinci.
- 2012 :
  - Iron Sky de Timo Vuorensola ; les nazis envahissent la Terre depuis la Lune avec une flotte de zeppelins charriant des météores.
- 2018 Mortal Engines de Christian Rivers ; Hester et Tom voyagent à bord du dirigeable d'Anna, le Jenny Haniver, jusqu'à la ville aéroportée Airhaven pour rencontrer d'autres membres de la Ligue anti-traction.
- 2021: Mickey & Minnie : le vœu de Noël ; film d'animation où Donald Duck monte par erreur à bord d'un dirigeable.

#### Historique & Films de guerre
- 1913 : S1 de Urban Gad, film où le zeppelin fictif LZ10 survole la région de la Ruhr[20].
- 1917 : British Airship in the East (film d'actualité de guerre britannique) du British Film Institute, montre un dirigeable armé de bombes ainsi que son équipage de deux hommes, en réponse à la menace des U-boats[21].
  - 1926 : Three Faces East de Rupert Julian, Londres se fait bombarder par des zeppelins allemands.
- 1929 : 
  - A la fin de Le Vautour, un zeppelin allemand se fait abattre par la RAF.
  - The Lost Zeppelin d'Edward Sloman, film dont le scénario est inspiré de l'histoire de l'accident de l'Italia qui s'écrasa à proximité du Pôle Nord en mai 1928[22].
- 1930: Les Anges de l'Enfer d'Howard Hughes, film sur la Première Guerre mondial où des aviateurs s'attaquent à un zeppelin allemand.
- 1931: Les Titans du ciel de George W. Hill, film dramatique où l'on voit plusieurs zeppelins volant ensemble tout en étant escorté par l'aviation[23]. Des images de l'atterrissage historique de 1928 du dirigeable USS Los Angeles (lui-même utilisé comme porte-avion) sur le porte-avion USS Saratoga sont également incorporées dans l'histoire du film[24],[25].
- 1955 : Condamné au silence de Otto Preminger, film où l'USS Shenandoah, un dirigeable de l'US Navy, est pris dans une tempête et s'écrase au sol malgré les réticences de son commandant à partir en vol.
- 1969 : La Tente rouge de Mikhaïl Kalatozov, film s'inspirant de l'histoire de la mission de sauvetage de l’explorateur polaire Umberto Nobile et de son équipage après le crash de leur dirigeable, l'Italia, en 1928.
- 1971 : Zeppelin, d'Étienne Périer, film se déroulant durant la Première Guerre avec un jeune officier germano-écossais sur un zeppelin allemand faisant face à des conflits intérieurs de loyauté[26].
- 1975 : L'Odyssée du Hindenburg, de Robert Wise, film catastrophe sur le voyage tragique du LZ 129 avec pour toile de fond une intrigue de sabotage[27].
- 2004 :Un long dimanche de fiançailles de Jean-Pierre Jeunet, où l'on voit une séquence d’un zeppelin qui s’enflamme dans un hangar lors de la Grande Guerre.
- 2006 : 
  - Flyboys de Tony Bill, un zeppelin y est la cible et la victime d'une attaque de l'Escadrille La Fayette pendant la Première Guerre mondiale.
- 2009 : Autour du monde à bord du Zeppelin – Le journal de Lady Hay, film sur le tour du monde du LZ 127 Graf Zeppelin en 1929, à partir d'archives et de notes d'une journaliste, Grace Drummond-Hay, seule femme qui fut de l'aventure[28].

#### Drame & Thriller
- 1931 : Le Dirigeable de Frank Capra, film où le dirigeable USS Pensacola a pour mission de porter secours à un explorateur français au Pôle Sud[29].
- 1934 : Perdus dans la jungle de David Howard et Armand Schaefer, film où les passagers du dirigeable fictif Victory paniquent lors d'un orage jusqu'à ce qu'il se crash en mer.
- 1935 : Tailspin Tommy in the Great Air Mystery de Ray Taylor, film où un dirigeable enquête sur l'interruption mystérieuse d'un oléoduc sur une île du Pacifique mais se heurte à un typhon et s'écrase en mer[30].
- 1936 :
  - Robinson Crusoe of Clipper Island de Mack V. Wright, Ray Taylor, film où l'on voit un avion faire un appontage sous le ventre d'un dirigeable de l'US Navy en plein vol[31].
  - Alibi for Murder de D. Ross Lederman, au début du film, on voit des passagers descendre du Hindenburg après son arrivée à Lakehurst[32].
- 1937 :
  - Charlie Chan aux Jeux olympiques de H. Bruce Humberstone, film où le détective Charlie Chan se rend à Berlin à bord du Hindenburg pour faire son enquête sur une tentative de sabotage des jeux olympiques[33].
  - Dick Tracy de Alan James, Ray Taylor, film dépeignant les aventures du détective Dick Tracy et où l'on voit des scènes de combats aériens mettant en scène des avions et des dirigeables lors d'une course poursuite dans le ciel.
  - Fly Away Baby de Frank McDonald, film où un couple de voleurs de bijoux, involontairement impliqués dans un double meurtre, s'échappent à bord du Hindenburg mais découvrent plus tard que l'assassin se trouve également à bord du zeppelin.
  - Thunder in the City de Marion Gering, le film s'ouvre avec une parade aérienne regroupant plusieurs zeppelins survolant New York City.
- 1941 : King of the Texas Rangers de William Witney et John English, film où des agents nazis tentent de saboter la flotte de zeppelins des Texas Ranger et où l'on voit un appontage d'un avion sous un dirigeable en plein vol[34].
- 1945 : This Man's Navy de William A. Wellman, film qui suit les aventures d'un commandant de dirigeable à la base navale de Lakehurst au New Jersey.
- 1975 : L'Odyssée du Hindenburg, de Robert Wise, film catastrophe sur le voyage tragique du LZ 129 avec pour toile de fond une intrigue de sabotage[27].
- 1976 : Un tueur dans la foule de Larry Peerce, film où la caméra d'un dirigeable Goodyear repère le tueur du film.
- 1977 : Black Sunday de John Frankenheimer, film mettant en scène un dirigeable Goodyear qui se crash.
- 1983 : Scarface de Brian De Palma, film dans lequel on aperçoit un dirigeable Goodyear survoler Miami de nuit.
- 2010 : Jackboots de Edward McHenry et Rory McHenry, film comique d'animation où les nazis ont envahi la Grande-Bretagne et utilisent un zeppelin pour se déplacer.

#### Animation
- 1980 : Le roi et l'oiseau de Paul Grimault et Jacques Prévert, pour contrer la fuite de la bergère et du ramoneur, les policiers du roi Charles-V-et-trois-font-huit-et-huit-font-seize y sont parachutés en dirigeable.
- 1986 : Le château dans le ciel de Hayao Miyazaki, où Pazu et Sheeta recherchent Laputa, traqués par une armada de dirigeables steampunks.
- 1989 : Kiki la petite sorcière de Hayao Miyazaki de Hayao Miyazaki.
- 2017 : Moi, moche et méchant 3, le quartier général de l'Agence Vigilance de Lynx se trouve à bord d'un zeppelin.
- 2018 : Dilili à Paris de Michel Ocelot, à la fin du film les protagonistes partent à bord d'un zeppelin.
- 2022 : Titina de Kajsa Naess, retrace la quête du pôle nord en dirigeable dans les années 1920.

#### Comédie
- 1930 :
  - Madame Satan de Cecil B. DeMille, film comique où toute la seconde partie se déroule dans un zeppelin qui connaît une fin tragique[35].
  - The Lottery Bride de Paul Ludwig Stein, comédie où Jenny est amoureuse d'un opérateur radio de zeppelin.
- 1933 : Les as du reportage de Roy William Neill, comédie musicale sur le monde de l'aviation où l'on voit des zeppelins.
- 1934 : Voici la marine de Lloyd Bacon : film qui suit les aventures de l'équipage du dirigeable USS Macon.
- 1935 : Le Bousilleur de Lloyd Bacon, film comédie dramatique où l'on aperçoit un court instant l'USS Macon[36].
- 1963 : Les Astuces de la veuve de George Sidney, le film se termine par un sauvetage aérien d'un dirigeable de la marine américaine.
- 1969 : Assassinats en tous genres de Basil Dearden, film comique se déroulant à la Belle Époque où un complot consiste à larguer une bombe depuis un Zeppelin détourné sur le château de Ruthénie où se tient une conférence de paix.
- 1970 : Darling Lili de Blake Edwards, comédie rendant hommage à Mata Hari, où une espionne nommée Lili doit empêcher un zeppelin de larguer ses bombes sur Londres.

### Télévision

#### Comédie
- 1999 : Simpson Horror Show X. Dans Recherche Xena désespérément. Après que Lisa se fait irradier, elle devient Tabasse Girl et on la voit utiliser la Statue de la Liberté pour crever un dirigeable nazi.
- 2001 : L'épisode Bart et son boys band de la série Les Simpson fait une parodie des Jeux Olympiques de 1936 en faisant s'affronter Jesse Owens contre le LZ 129 Hindenburg lors de la course à pied.
- 2002 : Kim Possible saison 1 épisode 15 Extrêmes limites, un dirigeable en fore de crevette est utilisé pour réaliser des cascades dangereuses.
- 2005 : 
  - Le Jugement dernier montre un dirigeable de la marque Duff Bière se faire éventrer par une escadrille d'avions.
  - Simpson Horror Show XVI dans Intelligence bartificielle, David le garçon robot pirate les lumières d'un dirigeable pour diffuser un message d'amour à Marge.

- 2007 : Le Cow-boy des rues, le dirigeable Duff se fait harponner par le Capitaine après qu'il s'est posé à terre pour se garer.
- 2011 : Dans l'épisode 10 de la saison 1 de la série Looney Tunes Show, le personnage de Mémé raconte ses souvenirs du temps de la guerre et notamment lorsqu'elle empêcha l'armée allemande de dérober la tour Eiffel avec un zeppelin.
- 2012 : Dans l'épisode 12 de la saison 22 de la série Les Simpson, 500 clés, Homer pilote un dirigeable Duff.

#### Historique & Films de guerre
- 2012 : Hindenburg : l'ultime odyssée de Philipp Kadelbach, téléfilm allemand qui explore le destin des passagers du LZ 129 Hindenburg, ainsi que le crash de ce dernier[37].

#### Drame & Thriller
- 2017 : La casa de papel de Álex Pina, dans l'épisode 1 et 2 de la saison 3, des zeppelins font pleuvoir des billets de banque dans la ville de Madrid.

#### Science-fiction & Fantastique
- 1933 : The Deluge de Felix E. Feist, au début du film on voit des zeppelins, dont l'USS Macon en manœuvre.
- 1984 : Sherlock Holmes de Kyousuke Mikuriya et Hayao Miyazaki, dans l'épisode 20 de la saison 1, le Professeur Moriarty détourne un dirigeable pour cacher un butin qu'il avait précédemment dérobé à la police de Scotland Yard.
- 1986 : Les Aventures du Bosco, une série d'animation japonaise où les héros naviguent à bord d'un vaisseau dirigeable, le Bosco.
- 1988 : dans l'épisode Tokyo Gas Attack de Patlabor, un dirigeable joue un rôle important dans l'intrigue.
- 1990 : Super Baloo de Jymn Magon et Mark Zaslove, série d'animation où les zeppelins sont utilisés par les pirates de l'air.
- 1992: Batman de Bruce Timm et Paul Dini, série télévisée d'animation où l'on voit régulièrement des dirigeables survolant Gotham City[38].
- 1993 : SWAT Kats de Christian Tremblay et Yvon Tremblay, série d'animation où la police de Megakat City se sert de zeppelins.
- 1998 : Yu-Gi-Oh! de Toei Animation, série d'animation où dans plusieurs épisodes les personnages doivent jouer un match à bord d'un dirigeable.
- 2001 : 
  - La Légende de Tarzan, saison 1 épisode 22 Le Safari du Président Roosevelt, les méchants utilisent un dirigeable pour s'échapper.
  - Time Squad, la patrouille du temps, saison 1 épisode 12, l'antagoniste se déplace à bord d'un dirigeable en forme de cacahuète gigantesque.
- 2005 :
  - Skyland de Alexandre de La Patellière, Matthieu Delaporte et Emmanuel Gorinstein, série d'animation dans laquelle la terre s'est disloquée en millions de blocs dérivants faisant que le principal mode de navigation se fait à bord de zeppelins.
  - Doctor Who, série britannique dans le double épisode de la saison 5 Le règne des Cybermen, les personnages se retrouvent dans un monde parallèle où les zeppelins sont le principal moyen de transport[39].
  - Hellsing Ultimate, série d'OAV produite par NBCUniversal Entertainment Japan où les soldats du Dernier Bataillon se déplacent furtivement à bord de trois zeppelins datant de la Seconde Guerre mondiale.
- 2007 : Phinéas et Ferb de Dan Povenmire et Jeff « Swampy » Marsh, le rival de la série utilise régulièrement un zeppelin.
- 2008 :
  - Fringe de J. J. Abrams, Alex Kurtzman et Roberto Orci, série où les zeppelins apparaissent à plusieurs reprises dans un univers parallèle[2].
  - Avatar, le dernier maître de l'air : tout au long de la série la Nation du Feu utilise des dirigeables pour mener des opérations militaires sur ses ennemis.
- 2009 :Warehouse 13 de Jane Espenson ; dans le générique de la série on voit un dirigeable dans l'entrepôt[40].
- 2012 :La Légende de Korra : Amon, le méchant de la série, utilise des Dirigeables Égalitaristes à des fins criminelles pour servir la Révolution Anti-Maîtrise.
- 2013 : L'Attaque des Titans, des zeppelins sont utilisés militairement par les humains.
- 2014 : Le Monde incroyable de Gumball de Ben Bocquelet dans l'épisode Le Néant, les personnages découvrent une dimension où sont envoyées toutes les erreurs de l'Univers, dont les zeppelins[41].
- 2016 : Drifting Dragons de Taku Kuwabara, suit les aventures de l'équipage du Quin Zaza, un dirigeable chassant les dragons.
- 2017 : Crisis on Earth-X ; crossover en quatre épisodes dans lesquels les nazis ont gagné la guerre et utilisent des zeppelins.
- 2018 :
  - Désenchantée, les dirigeables sont courramet utilisé .
  - Hilda dans l'épisode 1, le peuple caché, les gardiens anti troll utilisent un dirigeable pour patrouiller.
  - Les Green à Big City de The Houghton Brothers dans l'épisode Contes de garage ; Alice Green se remémore ses souvenirs dans lesquels elle aurait sauvé son futur mari à bord d'un dirigeable qui était sur le point d'exploser.
- 2019 : 
  - Carnival Row, des dirigeables sont couramment utilisés pour se déplacer.
  - Kouya no Kotobuki Hikoutai de Tsutomu Mizushima ; série animée qui nous entraîne au cœur des aventures d'un dirigeable et de son escadron Kotobuki, dans un monde où les océans ont disparu.
- 2020 : Time Traveler Luke, série animée dans laquelle le méchant se déplace à bord d'un dirigeable.
- 2022 :
  - Chainsaw Man, dans l'épisode 6 de la saison 1, un dirigeable est vu survolant la ville.
  - Le Mystérieux Cercle Benedict, dans l'épisode 2 de la saison 2, les personnages montent à bord d'un luxueux dirigeable.
- 2023 : The Kingdoms of Ruin, des dirigeables sont utiliser par les humains.
- 2024 : Dans Watchmen Chapter I, les dirigeables sont fréquemment utiliser comme moyens de transport.

#### Documentaire
- 1970 : Elemental: Hydrogen vs. Hindenburg de Robert Zemeckis.
- 1951: Lighter Than Air: The History of Airships (Plus léger que l'air : l'histoire des dirigeables) de Robert Youngson ; un documentaire sur l'histoire des zeppelins et des dirigeables.
- 2004 : The Airships de Robert Mcauley ; il s'agit d'un documentaire sur l'histoire des zeppelins et des dirigeables.
- 2005 : Construire l'impossible, Saison 3 - Épisode 8 : Airlander, l'aéronef XXL, réalisé par Matthew Litchfield, Jonathan Profaska, Tom Weller et Tim Williams[42].
- 2011 : Hindenburg de Philipp Kadelbach.
- 2015 : La Fabuleuse Histoire des Zeppelin et Autres dirigeables
- 2017 : Zeppelin : du mythique Hindenburg à nos jours, histoire du géant des airs de Pierre Belet.

## Littérature

### Roman
- Henri Blerzy a écrit La Navigation aérienne - les Aérostats et les Aéronefs (1863)[43].
- Jules Verne a écrit Robur-le-Conquérant (1886).
- Anatole de France a écrit Les naufrages aériens qui compile les récits oraux des tentatives des tout premiers aéronautes.
- 1903 : The Angel of the Revolution de George Griffith (en) ; Mélange de fantasmes futuristes de guerre aérienne et de visions utopiques de l'avenir, l'auteur imagine un engin incroyablement giganteque sorte de croissement entre le dirigeable et le zeppelin.
- Paul Renard a écrit Ce qui constitue la supériorité d’un navire aérien (1909), où il donne ses points de vue et analyses sur le dirigeable[44].
- Émile Driant a écrit Un dirigeable au pôle Nord (1910), qui est une tentative de convaincre l'opinion publique des richesses à puiser ou de menaces à circonscrire en allant au Pôle Nord[45].
- Paul Renard a écrit La Crise de l’aéronautique française (1910), où il aborde le rôle d'une flotte nationale aérienne en montrant les spécificités de l'aérostat et de l'aéroplane[46].
- Paul d’Ivoi a écrit L’Aéroplane fantôme (1911), qui est un roman mettant en scène les tout premiers aérostats.
- Paul Renard a écrit La Flotte aérienne française (1912), où il reviet sur les rôles des dirigeables et des aéroplanes en insistants sur l'aspect d'aéronef militaire[47].
- Frantz Reichel a réalisé en 1914 l'interview de Alberto Santos-Dumont, où ce dernier revient sur ses premières expériences liées au monde de l'aviation dont les dirigeables[48].
- Maurice Renard a écrit Le Péril bleu (1914), où il aborde la question du dirigeable dans le chapitre XVI[49].
- Émile Verhaeren a écrit Les Ailes rouges de la Guerre (1915), dans lequel un poème est intitulé Les Zeppelins sur Paris, qui décrit le sort que subit la Ville lumière lorsque l'on voit un zeppelin l'a survoler[50].
- Remy de Gourmont écrit Pendant l'orage (1915), où le chapitre 95 est consacré aux zeppelins[51].
- Charles Nordmann a écrit Revue scientifique - Les superzeppelins dans la Revue des Deux Mondes (1917), où il analyse les différents modèles de zeppelin existants de son époque tout en envisageant le futur des prochains modèles[52].
- Émile Sicard écrit un poème intitulé Zeppelin dans Le Laurier Noir (1917), qui aborde la crainte des citoyens de voir des bombes tomber du ciel[53].
- André Gaillard a écrit Le royaume merveilleux (1917), un roman d'aventure où les zeppelins servent de moyens de transport courants[54].
- René Lorin a écrit L’Air et la Vitesse (1919), où dans le chapitre 2 Conception et Construction de l’Aéroplane, il fait la distinction entre le dirigeable et le zeppelin tout en expliquant leur fonctionnalité propre[55].
- Wilbur Cross a écrit Nobile au pôle (1926), qui revient sur la tragédie du dirigeable Italia commandé par le colonel Umberto Nobile.
- Stefan Zweig dans Le Monde d'hier. Souvenirs d'un Européen (1943), dans le chapitre « Les rayons et les ombres sur l’Europe », l'auteur consacre un court passage à la tragédie du LZ 4, qui s'écrasa à Echterdingen en 1908[56].
- Le magazine de loisir Mecanno Magazine, publié mensuellement en anglais entre 1916 et 1963, a consacré plusieurs numéros aux dirigeables et zeppelins, souvent de façon utopique[57].
- Le magazine Popular Science proposait dans son numéro de juillet 1930 de placer un sanatorium à bord d'un dirigeable tout en imaginant à quoi pourrait ressembler une clinique volante qui pourrait aller à la rencontre des patients à la façon d'une ambulance[58].
- Le magazine illustré Modern Mechanix a également publié quelques numéros de science fiction mettant en scène les dirigeables et zeppelins. Par exemple en octobre 1934, le numéro « SUN’S RAYS TO DRIVE : Aerial Landing Field » propose la vision d'un dirigeable disposant d'une piste d'atterrissage pour avion situé tout le long de sa partie haute (sur le toit)[59].
- Le numéro de janvier 1924 de Science et Vie présente le même type de dirigeable[60].
- Plusieurs numéros du magazine Popular Mechanics ont abordé la thématique des dirigeabes.
- Michael Moorcock aborde la thématique steampunk dans son livre Warlord of the Air (1971) à travers une uchronie dans laquelle la Première Guerre mondiale n'a jamais eu lieu et où les zeppelins sont fortement utilisés.
- L'écrivain de science-fiction Michael Moorcock, dans son roman uchronique Le Nomade du temps (1982), présente un XXe siècle alternatif où, en 1973, les grands dirigeables parcourent le monde[61].
- Stephen Michael Stirling dans son roman Les Lanciers de Peshawar (2002) décrit une histoire alternative, steampunk et post-apocalyptique dans laquelle les transports aériens sont les vecteurs de la communication sur la planète.
- Guillaume de Syon résume l'histoire du zeppelin en Allemagne dans son livre Zeppelin! Germany and the Airship, 1900–1939 (2002), Baltimore & London : Johns Hopkins University Press.
- Michel Pratt a écrit en 2003 Les dirigeables R-100 et R-101 : le succès du voyage du R-100 au Québec et la tragédie du R-101 en France, qui retrace l'histoire du R100 et du R101.
- Dans le diptyque Vango (2010) de Timothée de Fombelle, l'auteur met en scène la société Zeppelin et son patron, allié et compagnon de voyage du héros[62].
- C. Michael Hiam a écrit en 2014, Dirigible Dreams. The Age of the Airship, Lebanon : ForeEdgeUniversity Press of New England.

### Bandes dessinées
- La série en trois albums Les dirigeables de l'Amazone (1980), raconte les péripéties d'un groupe d'aventuriers qui explore l'Amazonie[63].
- Akira (1982) de Katsuhiro Ōtomo, des scientifiques entrent dans le Grand Empire de Tokyo à l'aide d'une dirigeable.
- Zeppelin (1985) de Pepe Moreno, dans un monde post apocalyptique des soldats se déplacent à bord d'un zeppelin.
- Le roman graphique Watchmen (1986) d'Alan Moore montre que les zeppelins sont utilisés comme ressource renouvelable.
- La série Agent 13 dans le tome 1 The Midnight Avenger (1988) de Flint Dille et Dan Spiegle, où les « méchants » se déplacent à bord d'un dirigeable.
- Gipsy (1993) les zeppelins sont couramment utilisés.
- Le Dernier Zeppelin Volume 7 (2000) de la série Biggles de Michel Oleffe.
- Adler (2000) écrit par Lavie Tidhar et dessiné par Paul McCaffrey, univers où les zeppelins font partie du quotidien.
- Le Tome 1 de La Ligue des gentlemen extraordinaires (2001) d'Alan Moore et Kevin O’Neill, présente un gigantesque zeppelin appartenant au Professeur Moriarty survolant et bombardant Londres et que doit combattre les membres de la ligue.
- Dans JLA: Age of Wonder (2003) Lex Luthor utilise un dirigeable.
- La série Captain Gravity and the Power of the Vril (2004) de Sal Velluto aux éditions Penny-Farthing Press montre régulièrement l'utilisation de zeppelins par les nazis.
- La série Odilon Verjus dans le Tome 7 Folies Zeppelin (2006).
- Le Grand Jeu (2008) de Jean-Pierre Pecau, dans le tome 1, présente une intrigue autour du Charles de Gaulle, fleuron de la flotte de dirigeable de l'Armée de l'Air française, qui a mystérieusement disparu quelque part au nord du Groenland[64].
- La série L’Héritage du Diable (2009) de Félix Jérôme, montre les « méchants » se déplaçant à bord d'un dirigeable allemand[65].
- Le roman graphique La Brigade chimérique de Serge Lehman, Fabrice Colin, Stéphane Girard et Céline Bessonneau, présente une Europe uchroniques où les zeppelins sont couramment utilisés dans le domaine du commerce ou de la guerre.
- Le 7e tome de la série Jour J, Vive l’empereur ! (2011), propose une uchronie dans laquelle le Second Empire existe toujours en 1925 et où la technologie des zeppelins fait partie intégrante du paysage.
- Le tome 1 Quarantaine de la série Lord Baltimore de Mike Mignola (2011), au début de l'histoire un dirigeable allemand est mis en scène.
- La série en trois tomes Hindenburg (2013) de Patrick Cothias, revient sur l'histoire du Zeppelin allemand[66].
- La série Before Watchmen (2013) montre que les Minutemen utilisent un dirigeable pour leurs opérations de lutte contre le crime.
- Skies of Fire (2014) de Vincenzo Ferriero, Ray Chou et Pablo Peppino, monde où les zeppelins sont utilisés couramment.
- La série Zeppelin's War (2014), de Richard D. Nolane, de son vrai nom Olivier Reynaud[67], en trois albums propose une uchronie se déroulant pendant la première guerre mondiale et où l'on suit les aventures d'un équipage de zeppelin allemand[68].
- Les Trois fantômes de Tesla (2016) de Guilhem et Richard Marazano aborde un monde où les dirigeables sont un moyen de transport avancé.
- Lobster Johnson Tome 3 Une fragrance de lotus (2016) de Mike Mignola, le héros doit affronter des scientifiques nazis qui vont expérimenter un gaz toxique dans le centre-ville de New York depuis un dirigeable.
- La série Les Ailes du Singe (2016) de Étienne Willem, propose un univers anthropomorphique situé au milieu des années 1930 et où les dirigeables servent à l'intrigue du tome 1[69].
- Le deuxième intégrale de Fog (2017) de Roger Seiter et Cyril Bonin, présente une enquête à bord d'un zeppelin ainsi qu'une bataille aérienne[70].
- Dans M.O.R.I.A.R.T.Y : Empire mécanique (2018) en deux tomes de Fred Duval et Jean-Pierre Pécau, l'époque victorienne a privilégié l'utilisation des dirigeables[71].
- La série Jimmy's Bastards (2018) de Garth Ennis, dans le tome 1 « On va s'faire papa » commence avec un zeppelin en feu où les passagers sont évacués par l'agent secret Jimmy avant le crash de l'appareil.
- The Sword of Hyperborea (2022) de Mike Mignola, on voit des zeppelins allemands bombardé la ville de Londres durant la première guerre mondiale.

## Jeux
- L'univers de jeu Crimson Skies fait la part belle aux dirigeables. Ils constituent le principal mode de transport dans cet univers fictif. Il s'agit en général de dirigeables porte-avions, desquels des avions peuvent opérer. Dans le jeu vidéo éponyme, le Pandora est la base volante de Nathan Zachary, le pirate de l'air que l'on joue. On trouve de tels engins comme cible à abattre ou encore comme décor à diverses missions[72].
- Dans Batman: Arkham City des dirigeables appartenant au GCPD survolent la ville.
- Dans Batman Arkham Origins, durant l’attaque du pont par Firefly, on peut voir brièvement des dirigeables survoler Gotham.
- Des dirigeables apparaissent dans le ciel du jeu vidéo en monde ouvert Grand Theft Auto V. Si le joueur possède une des éditions spéciales du jeu, il peut contrôler librement un dirigeable en tant que moyen de transport.
- Blood Bros. : l'un des boss du jeu est un zeppelin.
- Arcanum : Engrenages et Sortilèges, au début du jeu un attentat est commis sur un zeppelin.
- Crash Bandicoot 3: Warped, lors de la mission en avion, il faut abattre des dirigeables.
- Clockwork Revolution propose un univers steampunk où les dirigeables sont utilisés.
- The Order : 1886, une mission se passe à bord d'un zeppelin.
- TimeSplitters: Future Perfect, comporte un niveau à bord d'un zeppelin.
- James Renard : Opération Milkshake : la dernière partie du jeu se passe à bord du zeppelin du « méchant ».
- Zeppelin : Giants of the Sky, développé par le studio allemand Ikarion, propose une simulation économique dans laquelle les joueurs construisent une flotte de dirigeables pour atteindre leurs objectifs.
- Instruments of Chaos starring Young Indiana Jones dont la dernière mission se passe à bord d'un dirigeable nazi.
- Rocket Ranger, jeu vidéo inspiré de Rocketeer où le joueur doit infiltrer un zeppelin nazi.
- Indiana Jones et le Sceptre des rois est un jeu vidéo d'action-aventure développé par LucasArts. Plusieurs niveaux se déroulent à bord d'un dirigeable allemand[73].
- Dans la série de jeu Civilization, les dirigeables servent d'unité de vol pouvant effectuer des frappes aériennes, qui infligent des dommages importants aux unités navales et terrestres[74].
- Dans le jeu de stratégie Forge of Empires, les joueurs peuvent acquérir des dirigeables comme récompense. Ils produisent des pièces en 24 heures, qui peuvent être doublées et augmentent la population[75].
- Battlefield 1, développé par DICE et édité par Electronic Arts, où les joueurs peuvent prendre le contrôle d'un zeppelin ou le détruire.
- Dans la série de jeux Wolfenstein plusieurs missions se déroulent à bord de zeppelins allemands.
- Turning Point : Fall of Liberty développé par Spark Unlimited ; au début du jeu, la Ville de New York est attaquée par une flotte de zeppelins de l'armée allemande en plus de ses forces terrestres et navales[76].
- Dans la série de jeu Fallout, la Confrérie de l'Acier se déplace régulièrement en zeppelin[77]. Ils finissent par en construire un totalement métallique et agissant comme un "porte-avion volant" appelé "le Prydwen" dans l'intérim entre Fallout 3 et Fallout 4.
- BioShock Infinite développé par Irrational Games et édité par 2K Games ; plusieurs niveaux se déroulent à bord de dirigeables[78].
- Toy Soldiers développé par Signal Studios et publié par Microsoft ; le deuxième boss du jeu est un zeppelin allemand qui apparaît au milieu de la bataille[79].
- Homefront: The Revolution, développé par Dambuster Studios et édité par Deep Silver ; les secteurs rouges de Philadelphie sont parcourus par des dirigeables de l'Armée Populaire de Corée qui transmettent la position du joueur aux troupes au sol une fois celui-ci repéré.
- Assassin's Creed Unity développé par Ubisoft Montréal ; au milieu du jeu, le personnage principal est transporté dans une vision de l'avenir où Paris est occupé par l'armée allemande avec des zeppelins la survolant et utilisant la Tour Eiffel pour s'amarrer.
- La série de jeu Final Fantasy incorpore dans son univers les zeppelins[80].
- Zombie Army 4: Dead War présente un zeppelin démoniaque sorti des Enfers que doivent affronter les joueurs.
- Call of Duty : WWII dans le chapitre « la main gauche de Dieu », le joueur doit combattre un dirigeable en lui tirant dessus pour en récupérer l’énergie.
- Une partie du jeu Rule of Rose a lieu en 1930 dans un zeppelin imaginaire.
- Il s'agit d'un véhicule bonus pouvant être appelé dans Grand Theft Auto 5 et son mode online.
- The saboteur a une mission  dédiée à la destruction d'un entrepôt de ravitaillement pour zeppelins. Ils apparaissent aussi rarement dans certaines missions.

## Architecture
À l’origine, le mât de l'Empire State Building devait servir de point d’amarrage à des ballons dirigeables, considérés à l’époque comme les transporteurs de luxe du futur. Un ascenseur avait ainsi été spécialement mis en place entre le 86e et le 102e étage, afin de transférer les passagers qui devaient embarquer. Le projet fut abandonné en raison de risques importants, notamment à cause de courants d’air ascendants, engendrés par la taille de l’immeuble. La première tentative d’amarrage avait pourtant été un succès, mais lors du second essai, le dirigeable qui devait s’arrimer ne fut pas loin de se renverser, et son ballast rempli d’eau se déversa sur des passants, pourtant situés plusieurs étages plus loin.
En novembre 1939, le magazine Popular Science publie les cinq années d'études de l'artiste Nicholas DeSantis sur un projet d'aérogare pour la Ville de New York. Ce dernier conçoit un bâtiment de 200 étages dont le toit est surmonté d'un champ d'aviation, avec plusieurs pistes d'atterrissage et de décollage, long d'un kilomètre et large de trois. Le niveau inférieur, étalé sur les cinquante derniers étages, offre une sorte de port aérien intérieur avec des rampes d'accès pour les dirigeables et zeppelins, contenant plusieurs hangars pouvant les accueillir avec un réseau de rails de tours mobiles d'amarrage qui les tirent à l'intérieur.
Le Parc Disneyland Paris propose un établissement de type restauration rapide appelé Café Hyperion dont l'aspect extérieur ressemble à un zeppelin. Le Zeppelin est un centre artistique et culturel de Saint-André-lez-Lille.
L’urbaniste Adam Holloway a proposé en 2008 un « Anemorphic Airship Docks » pour la ville de Londres. L’idée consiste à construire une installation aéroportuaire pour dirigeables sous la forme d’une structure métallique en spirale qui pivote légèrement en fonction des vents de la City.
Lors de la Biennale de Venise de 2009, l'artiste Mexicain Héctor Zamora crée une installation baptisée Sciame di Dirigibili (Zeppelin Swarm) qui représente un zeppelin gonflable blanc à ailerons rouges coincé dans une ruelle.
En 2009, Alexandros Tsolakis et Irene Shamma conçoivent le projet Airbia, qui consiste à faciliter le déplacement des habitants des banlieues vers les centres urbains d’une ville, grâce à une flotte de dirigeables volant à haute altitude. Ce réseau urbain, pensé écologiquement, se fonde sur la flexibilité de son infrastructure composée de plates-formes aériennes avec des installations permettant le vol stationnaire, l'atterrissage et l'accès des passagers aux dirigeables et propose également un ensemble d'itinéraires couvrant plusieurs points centraux du centre-ville.
Depuis 2016, le toit du Centre d’Art Contemporain DOX situé à Prague est surplombé par une structure en acier et en bois de 42 mètres de longueur qui imite la forme des zeppelins du début du XXe siècle.

## Philatélie

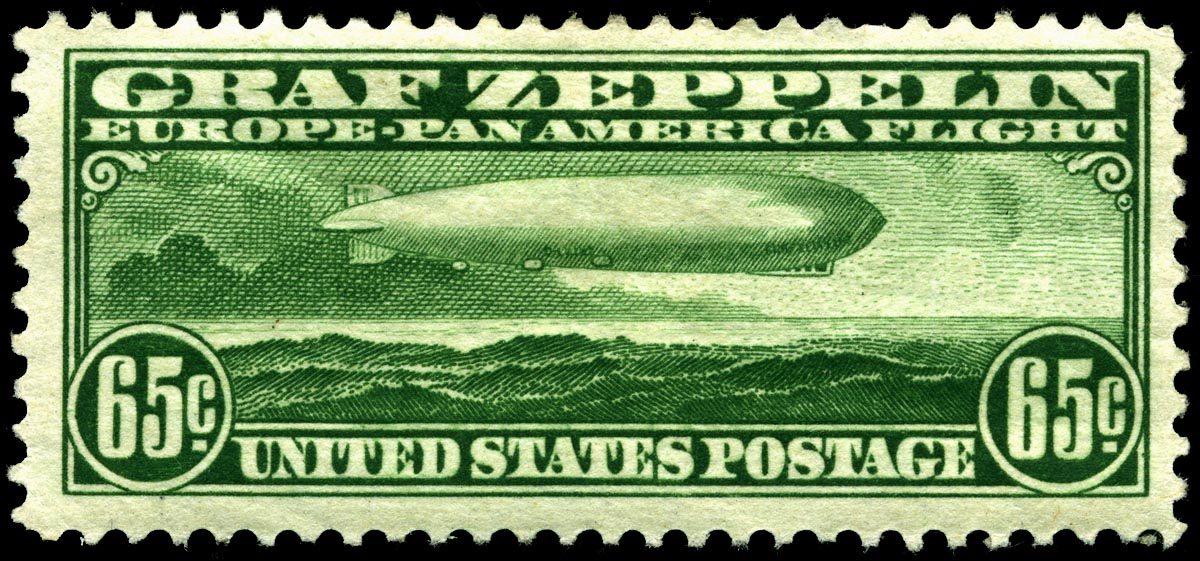
Timbre américain de 65 cents à l'effigie du Graf Zeppelin

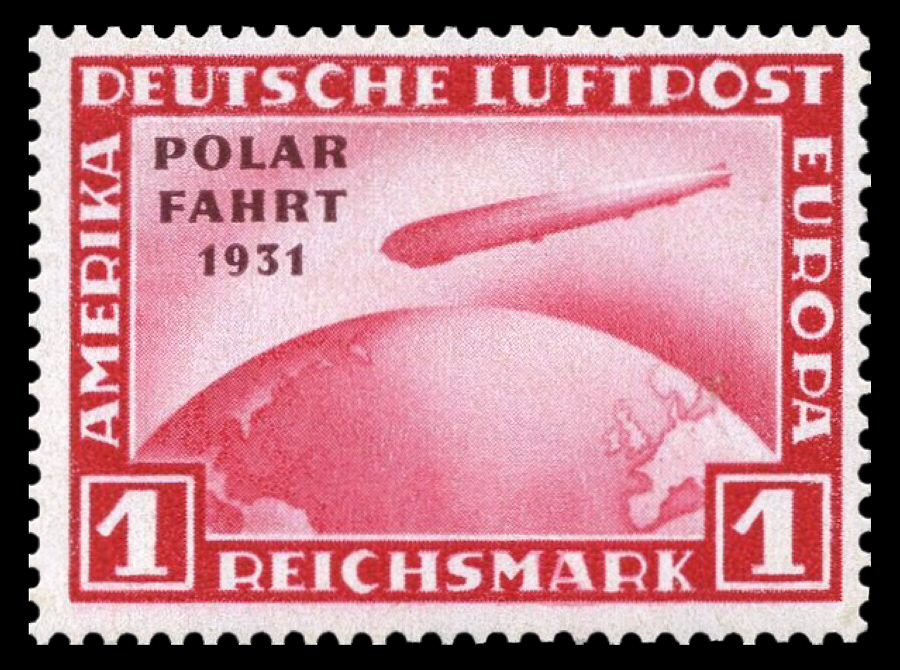
Timbre allemand de 1 Reichsmark représentant l'expédition polaire du Graf Zeppelin de 1931 et édité la même année

L'histoire des zeppelins est d'un intérêt particulier pour les collectionneurs de timbres. De 1909 à 1939, les zeppelins transportent du courrier pendant leurs vols transatlantiques, incluant des couvertures (enveloppes avec timbres attachés et annulés) préparées par et pour les collectionneurs. De nombreuses nations émirent des timbres zeppelin à grand prix dans l'intention du passage par le courrier du zeppelin. Parmi les plus rares de ces couvertures zeppelin, on trouve celles transportées pendant le vol fatal de l'Hindenburg. Celles qui ne furent pas totalement détruites furent brûlées le long des marges, et d'un prix atteignant plusieurs milliers de dollars.
Dans les années 1930, les zeppelins atteignent une taille gigantesque. Le Graf Zeppelin et l'Hindenburg parviennent respectivement à 237 mètres et 247 mètres de longueur. Cela leur confère une grande capacité à attirer l'attention et en fait des appareils de choix pour la propagande. Durant l'Entre-deux-guerres, les zeppelins sont une vitrine du savoir faire industriel allemand. Ils permettent de réaliser de luxueux voyages transatlantiques. La représentation de ces voyages sur des timbres diffusés à grande échelle, n'est pas anodine et permet d'en faire la publicité. Elle permet aussi de montrer aux autres nations, la puissance et la maîtrise technologique du pays.
L'utilisation de l'effigie du zeppelin sur des timbres, alimente une culture visuelle, associée au paradigme du voyage.
Certains timbres permettent de célébrer un évènement particulier, comme l'expédition polaire du Graf Zeppelin, que l'on peut voir sur ce timbre allemand de 1 Reichsmark.
Des dirigeables sont aussi représentés sur des timbres soviétiques dans les années 1930, sans doute en réponse aux zeppelins allemands. Là aussi, les timbres peuvent servir la propagande, comme celle utilisée lors du premier plan quinquennal en URSS de 1929 à 1933. Durant cette période, des travaux industriels sont entrepris, pour structurer le complexe militaro-industriel soviétique. Cela est mis en scène sur la couverture du timbre ci-dessous, où l'on voit des ouvriers s'affairer, avec un dirigeable en arrière plan. Sur le timbre situé à côté, un appareil survole le Mausolée de Lénine, situé sur la place Rouge, et le met en valeur.

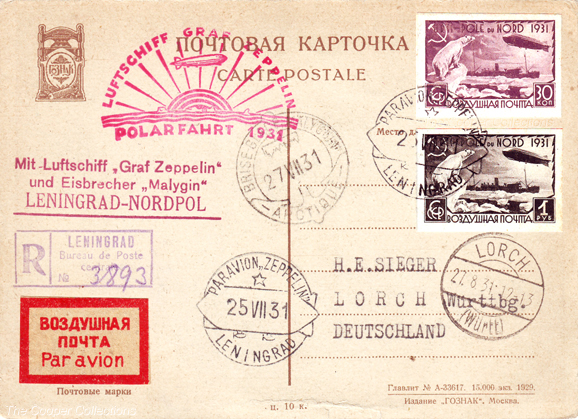
Carte postale soviétique transporté sur le Graf Zeppelin et livré au brise-glace russe Malygin lors de l'expédition polaire de 1931
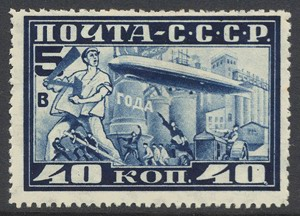
Timbre représentant des ouvriers lors du premier plan quinquennal en URSS (1929 - 1933) datant de 1931
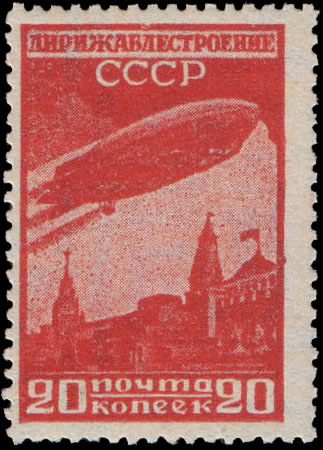
Timbre de l'URSS de 1931, représentant un dirigeable au-dessus du Mausolée de Lénine sur la Place Rouge
Timbre de 1 kopeck de l'URSS en 1991, représentant l'Albatros en 1910.

Pour une iconographie sur la culture du zeppelin, incluant notamment les timbres-poste, l’ouvrage illustré de Brigitte Kazenwadel-Drews, Zeppeline Erobern die Welt (2006) reste une bonne référence.

## Iconographie

### Caricature
Les dirigeables servent souvent à montrer des hommes politiques qui se donnent une importance en survolant les problèmes qu'ils peuvent rencontrer. Ainsi Léopold II est dépeint dans Les Rois volants. Dirigeable Congo-Belge Moteur " Leïopol " le plus résistant, le sais-tu? de même que le chancelier de fer Otto Von Bismarck.

### Peintures et affiches

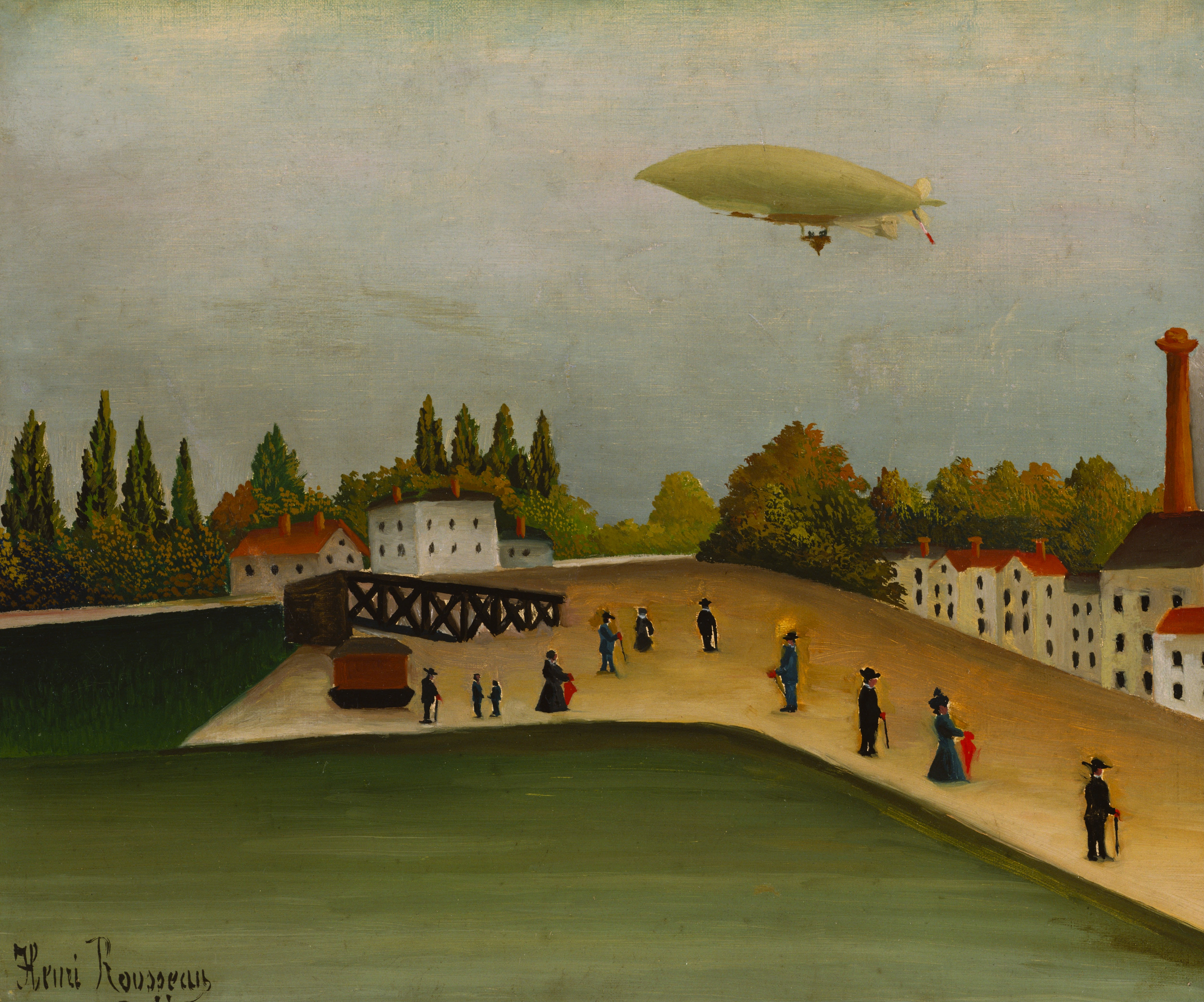
Quai d'Ivry, par Henri Rousseau (1908).

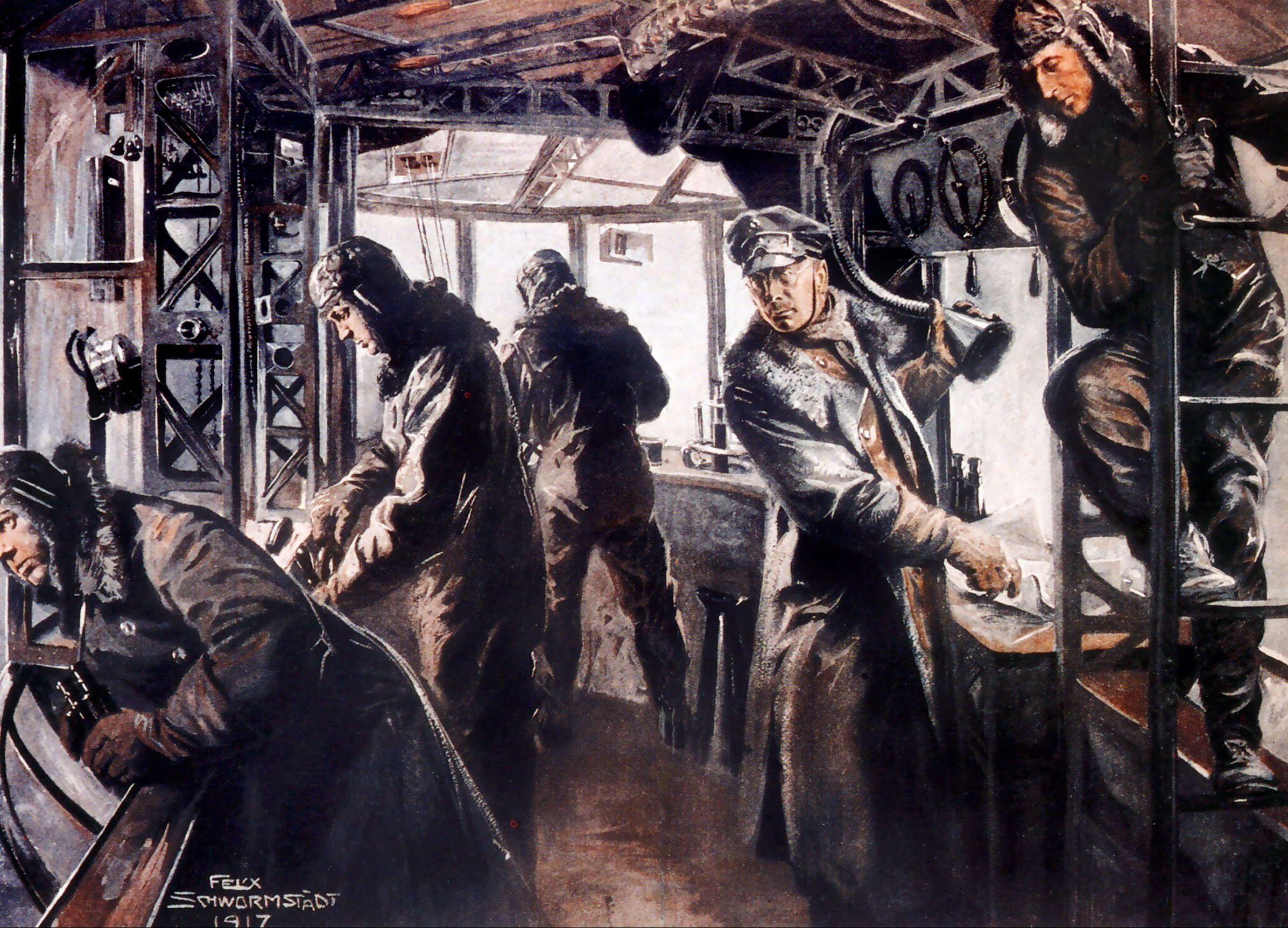
Le poste de contrôle du Zeppelin LZ 38

Les dirigeables sont des motifs de la peinture de l'artiste français Henri Rousseau dès la première décennie du XXe siècle au moins. On en voit un en vol dans son Quai d'Ivry daté de 1908 ainsi que dans sa Vue du pont de Sèvres, la même année.
L'expressionniste et symboliste Léon Spilliaert réalise en 1910 Dirigeable dans son hangar, sur Lavis d'encre de Chine, qui décrit un dirigeable stationnant au-dessus du sol dans son hangar ouvert.
Le peintre paysagiste Themistokles von Eckenbrecher (de) a dessiné un zeppelin bombardant la ville d'Anvers en 1914.
Felix Schwormstädt illustre dans La salle de contrôle du Zeppelin LZ 38, terminée en 1917, les actions des militaires dans le poste de contrôle du Zeppelin LZ 38. Cet appareil de classe P, de la marine impériale allemande, fut le premier à être employé dans les bombardements de Londres, survenus lors de la Première Guerre mondiale.
En 1931, l'artiste russe Georgi Vladimirovich Kibardin réalise une affiche intitulée « Construisons une flotte de Dirigibles au nom de Lénine » pour l'Agitprop. L'œuvre de propagande bolchévique montre Lénine haranguant la foule tandis que plusieurs dirigeables les survolent, combinant ainsi la voie vers le progrès avec ces appareils volants.
En mars 1956, dans le cadre du programme américain Des Atomes pour la paix, il a été réalisé une affiche montrant un énorme zeppelin faisant la promotion du programme et bien qu'elle soit particulièrmenet détaillée, il ne fut jamais construit.

## Musique
Parmi les groupes de rock ayant connu le plus grand succès international, celui fondé en 1968 par Jimmy Page prend le nom de Led Zeppelin (littéralement, Dirigeable / Zeppelin plombé), affichant notamment sur la pochette de son premier disque, la photo du Hindenburg en flammes. Ce nom serait dû à une plaisanterie de Keith Moon, alors batteur de The Who, qui aurait déclaré que le nouveau groupe allait « s'écraser comme un zeppelin en plomb ».
Le 18 octobre 2018, pour fêter le centenaire de la Grande Guerre, le compositeur Jean-François Zygel a accompagné au piano en direct un film muet En dirigeable sur les champs de bataille de Albert Khan sorti en 1919. Le film montrait alors depuis les airs les ravages et la dévastation de la guerre dans les villes françaises.
Un dirigeable est également visible sur la pochette du disque La République des Meteors du groupe de rock français Indochine, évoquant la première guerre mondiale, thème central de l'œuvre.

## Culinaire
Les cepelinai, ou didžkukuliai, sont le plat national de la Lituanie. Leur nom vient de leur forme qui évoque celle des zeppelins avec une longueur en général d'environ 20 cm dont la taille peut varier selon les régions où on les cuisine.

## Odonymie
L'Avenue du Dirigeable, située dans la commune de Watermael-Boitsfort à Bruxelles, relie la place Léopold Wiener à l'avenue de la Fauconnerie.

## Autres
L'entreprise Bowers & Wilkins, spécialisée dans le matériel audio, a créé une enceinte qui reprend la forme d'un zeppelin, appelé "Zeppelin Air".

### Ouvrages
- (en) Bruce W Orriss, When Hollywood Ruled the Skies: The Aviation Film Classics of World War I, Los Angeles: Aero Associates, 2013
- (en) Jack Hardwick et Ed Schnepf, The Making of the Great Aviation Films - General Aviation Series (Volume 2), Edwin, 1989
- (en) James H. Farmer, Celluloid Wings: The Impact of Movies on Aviation, TAB Books, 1984
- (en) Michael Paris, From the Wright Brothers to Top gun: Aviation, Nationalism, and Popular Cinema, Manchester University Press, 1995
- (en) Stephen Pendon, Aviation in the Cinema, Lanham, Maryland, Scarecrow Press, 1985
- (en) H. Hugh Wynne, The Motion Picture Stunt Pilots and Hollywood's Classic Aviation Movies., Missoula, Montana, Pictorial Histories Publishing Co., 1987
- (all) Brigitte Kazenwadel-Drews, Zeppeline Erobern die Welt, Allemagne, Bielefeld : Delius Klasing, 2006
- (en) Edwin J. Kirschner, The Zeppelin in the Atomic Age : The Past, Present and Future of the Rigid Lighter-Than-Air Aircraft, Illinois, États-unis, University of Illinois Press, 1956

### Articles
- Benoît Lenoble, « L'aéroplane et le ballon vus par le journal : Technique aérienne et imaginaire médiatique en France (de 1906 au début des années 1920) », Revue Hypothèse, mise en ligne sur Cairn.info le 01/12/2008[103]
- Sébastien Févry, « Entre rétro et futurisme. Le zeppelin dans la culture visuelle contemporaine », Université catholique de Louvain,‎ 24 avril 2018 (lire en ligne, consulté le 9 février 2021)[2]
- (en) Rowan Partridge, « Hollywood and the Airship », ZRS Motion Picture Production,‎ 2 mars 2017 (lire en ligne, consulté le 9 février 2021)[104]
- Le site Dead Media Project, initialement proposé par l'écrivain de science-fiction Bruce Sterling, possède un article sur l'imaginerie des dirigeables ; http://cultureandcommunication.org/deadmedia/index.php/Passenger_Dirigible